# Kmiecin (gmina)
Kmiecin – dawna gmina wiejska istniejąca przejściowo w 1954 roku w woj. gdańskim (dzisiejsze woj. pomorskie). Siedzibą władz gminy był Kmiecin.
Gmina Kmiecin powstała 1 stycznia 1954 roku w nowo utworzonym powiecie nowodworsko-gdańskim w województwie gdańskim z kilkunastu obrębów katastralnych, wyodrębnionych z:
- gminy Nowy Dwór  w powiecie gdańskim (gromady Jazowa, Kmiecin, Myszewko, Powalina, Rakowiska, Rychnowo Żuławskie i Solnica);
- gminy Myszewo w powiecie malborskim (gromady Lubstowo i Wierciny).

Gmina została zniesiona wraz ze zlikwidowaniem gmin i wprowadzeniem gromad 29 września 1954 roku. Jednostki nie przywrócono w 1973 roku po reaktywowaniu gmin.